# Cieux
 Cieux  (en occitano Síus) es una población y comuna francesa, situada en la región de Lemosín, departamento de Alto Vienne, en el distrito de Bellac y cantón de Nantiat.

## Demografía
| 1162 | 1126 | 1027 | 971 | 943 | 897 | 989 |
| Para los censos de 1962 a 1999 la población legal corresponde a la población sin duplicidades (Fuente: INSEE [Consultar]) |      |      |     |     |     |     |

## Lugares de interés y monumentos
- Menhir de Ceinturat (fr), monumento histórico de Francia desde 1889.[4]